# 유티스타컴
유티스타컴(UTStarcom, UT斯达康)은 베이징시에 본사를 둔 중국의 글로벌 전기 통신 장비 제공업체이다. 이 회사는 기업뿐만 아니라 유무선 네트워크 사업자를 포함한 통신 서비스 제공업체와 네트워크 사업자에게 광범위한 통신 장치를 개발하고 공급한다. 전통적으로 회사는 중국, 일본, 인도 시장에 집중했지만 아프리카, 중남미, 중동 시장으로 확장했다.
회사의 제품은 기존 통신 인프라와 함께 작동하여 무선(와이파이) 및 유선 제품 모두에 대한 액세스를 위한 저렴한 음성 및 데이터 서비스를 제공하도록 설계되었으며 모바일 백홀, 메트로 통합, 광대역 액세스 및 와이파이 데이터에 최적화되었다. 2015년 기준 이 회사는 광대역과 차세대 네트워크(NGN)라는 두 가지 핵심 영역에 중점을 두고 있다.
회사는 중국, 일본, 한국, 인도, 중동 및 유럽에 비즈니스 및 R&D 센터를 두고 전 세계적으로 지사를 두고 있다. 2000년부터 나스닥에 상장되었다.